# Reputación dudosa
Reputación dudosa es una  serie de televisión web de comedia y humor negro, producida por Sony Pictures Television para Claro Video.
Está protagonizada por Marcus Ornellas, Marcela Guirado, Sara Corrales, Verónica Langer, Grettell Valdez, Claudia Álvarez, Luz Ramos e Itahisa Machado. El tráiler fue lanzado el 16 de junio de 2022. La serie se estrenó el 30 de junio de 2022 por Claro Video.

## Sinopsis
Reputación dudosa cuenta la historia de Luis Arturo “Luisar” López Alcalá, quien muere de un aparente infarto y Julia, uno de sus amores, es la detective encargada de llevar el caso. Acompañada por el espíritu de Luisar, Julia iniciará una investigación que revelará a un Luisar que nunca conoció.

## Reparto
- Marcus Ornellas como Luis Arturo
- Marcela Guirado como Julia
- Sara Corrales como Cindy
- Verónica Langer como Catalina
- Grettell Valdez como María Concepción "Maco"
- Claudia Álvarez como Dolores
- Luz Ramos como Laura
- Itahisa Machado como Selva
- Diego Klein como Emmanuel